# Christian Tiffert
Christian Tiffert (* 18. Februar 1982 in Halle (Saale)) ist ein ehemaliger deutscher Fußballspieler und heutiger -trainer. Zuletzt war er als Cheftrainer beim Chemnitzer FC tätig.

## Karriere

### Als Spieler

#### Hallescher FC
Tiffert spielte in der Jugend beim Halleschen FC und wechselte zum Jahreswechsel 1997/98 in die Nachwuchsabteilung von Tennis Borussia Berlin.

#### Tennis Borussia Berlin
Am 24. März 2000 gab er sein Debüt im Profifußball und absolvierte acht Spiele (zwei Tore) für TeBe in der 2. Liga.

#### VfB Stuttgart
Zur Saison 2000/01 wechselte er zum VfB Stuttgart. In der Bundesliga schoss er in 136 Spielen neun Tore. Unter Felix Magath und Matthias Sammer war er Rekordeinwechselspieler, bevor er am Ende der Sammer-Ära als Stammspieler angesehen werden konnte. Neben den Einsätzen in Deutschlands höchster Spielklasse war er auch ab und an für die Reservemannschaft Stuttgarts in der Regionalliga Süd aktiv (17 Spiele, 5 Tore). 2003 konnte er mit dem VfB die Vizemeisterschaft erreichen. Sein erstes Tor in der Bundesliga gelang ihm beim 3:0-Erfolg gegen den SC Freiburg am 17. November 2001.

#### FC Red Bull Salzburg
Zur Saison 2006/07 wechselte Christian Tiffert für ca. 1.300.000 Euro zum österreichischen Verein Red Bull Salzburg, wo er wieder auf Giovanni Trapattoni traf, der den VfB Stuttgart für kurze Zeit in der Saison 2005/06 trainiert hatte. Mit Red Bull Salzburg verpasste er 2006 gegen den spanischen Erstligisten FC Valencia den Einzug in die Champions League. Auch im UEFA-Pokal kam die Mannschaft nicht weit. Man schied in der ersten Runde gegen den englischen Erstligisten Blackburn Rovers aus. In der österreichischen Bundesliga lief es besser – mit Red Bull Salzburg gewann er bereits fünf Spiele vor Saisonende die Meisterschaft.

#### MSV Duisburg
Ab der Saison 2007/08 spielte Christian Tiffert für den MSV Duisburg. Er kam ablösefrei und unterschrieb einen Vertrag bis 2010. In der ersten Saison gehörte er zu Beginn der Startformation an, entwickelte unter dem damaligen Trainer Rudi Bommer jedoch eine Formkrise und wurde zum Ende hin nur noch zum Reservisten. In der darauffolgenden Saison spielte der MSV in der 2. Bundesliga. Christian Tiffert wurde zu Beginn von Bommer aussortiert und sollte noch im Sommer verkauft werden. Ein Transfer kam jedoch nicht zustande. Als Rudi Bommer nach 13 Spieltagen beurlaubt wurde und Peter Neururer als Trainer eingestellt wurde, änderten sich Tifferts Perspektiven im Team. Unter Neururer, der viel vom einstigen U-21-Nationalspieler hielt, gehörte er ab der Rückrunde 2008/09 zur Stammformation. Dort entwickelte er sich in kurzer Zeit zu einem Führungsspieler und schoss beim 5:3-Sieg gegen den 1. FC Kaiserslautern sein erstes Tor im „Zebra“-Dress. – In der Vorbereitung zur Saison 2009/10 wurde er zum stellvertretenden Kapitän der Mannschaft gewählt. Außerdem erhielt er die Nummer „10“ als Rückennummer und nicht wie bisher üblich die „11“.

#### 1. FC Kaiserslautern

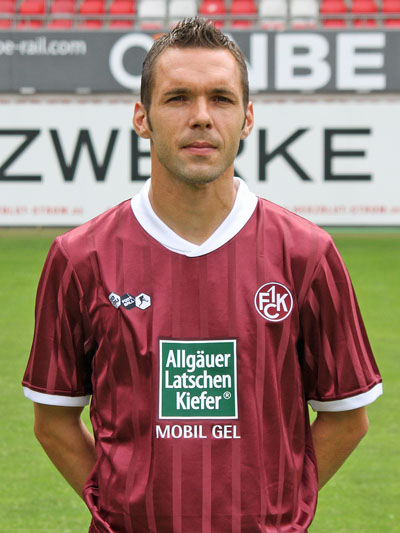
Tiffert beim 1. FC Kaiserslautern (2010)

Zur Saison 2010/11 wechselte Tiffert zum 1. FC Kaiserslautern. Er unterschrieb einen Dreijahresvertrag, der sowohl für die Bundesliga als auch die 2. Bundesliga galt. In seiner ersten Saison avancierte er zu einem der Leistungsträger des Aufsteigers. So steuerte er unter anderem 17 Vorlagen bei und war somit in seiner Debütsaison zusammen mit Franck Ribéry bester Vorbereiter der Bundesliga. Zudem erzielte er in dieser Spielzeit zwei Treffer, wobei ihm sein erstes Tor für den FCK beim 3:0-Heimerfolg gegen Borussia Mönchengladbach am 30. Oktober 2010 gelang. Die Leser der Tageszeitung Die Rheinpfalz wählten ihn zum FCK-Spieler des Jahres 2011.
Zu Beginn der neuen Spielzeit 2011/12 wurde Tiffert in den Mannschaftsrat gewählt und von Trainer Marco Kurz zum Kapitän ernannt. Damit löste er Martin Amedick und den nach Wolfsburg gewechselten Srđan Lakić ab. An seine Leistungen in der Vorsaison konnte Tiffert 2011/12 meist nicht anknüpfen. Als Tabellenletzter stieg der FCK in die zweite Liga ab.

#### Seattle Sounders
Am 27. Juli 2012 wechselte Tiffert zum US-amerikanischen MLS-Franchise Seattle Sounders. Er unterschrieb einen Vertrag über drei Spielzeiten. Im März 2013 wurde der Vertrag von Seiten des Vereins mit sofortiger Wirkung aufgelöst, eine Begründung für diesen Schritt gab der Verein nicht. Weder Tiffert selbst noch sein Berater wurden vom Verein über die Gründe der Vertragsauflösung in Kenntnis gesetzt.

#### VfL Bochum
Am 4. Juni 2013 unterschrieb Tiffert einen Vertrag beim VfL Bochum, der bis zum 30. Juni 2015 Gültigkeit hatte. Nach einem Jahr wurde der Vertrag in beidseitigem Einverständnis aufgelöst.

#### FC Erzgebirge Aue
Im Sommer 2015 ging Tiffert zum Drittligisten FC Erzgebirge Aue. Nach vier Torvorlagen in 31 Ligaeinsätzen wurde er von den Auer Fans zum zweitbesten FCE-Fußballer der Saison 2015/16 gekürt. Sein Vertrag lief bis 2018. Am 9. November 2017 verlängerte Tiffert um ein weiteres Jahr beim FC Erzgebirge Aue.

#### Karriereausklang beim Halleschen FC
Im Januar 2019 wechselte Tiffert in die 3. Liga zu seinem Jugendverein Hallescher FC. Er wurde mit einem bis Juni 2019 laufenden Vertrag mit der Option einer Verlängerung bis 2020 ausgestattet. Neben seinen „fußballerischen und strategischen Fähigkeiten“ nannte Sportdirektor Ralf Heskamp auch Tifferts Einsetzbarkeit auf verschiedenen Positionen als Grund für die Verpflichtung. Trotz „tadelloser Trainingsleistungen“ konnte er mit dem „allgemeinen Niveau“ der Mannschaft, die bis kurz vor Saisonende um den Aufstieg mitspielte, nicht mehr mithalten und kam zu lediglich drei Einsätzen. Die Option auf Verlängerung wurde seitens des Vereins im Anschluss an die Saison nicht gezogen.

### Als Trainer
Nach dem Ende seiner Karriere als Spieler strebt Tiffert zurzeit den Erwerb der Fußballtrainer-B-Lizenz an. Dazu hospitierte er unter anderem am DFB-Stützpunkt Fellbach-Oeffingen.
Ende September 2019 fand er eine Anstellung als Assistent des neuen Cheftrainers Patrick Glöckner beim Drittligisten Chemnitzer FC, nachdem er auch dort zu Gast gewesen war.
Am 1. März 2022 wurde er zum Cheftrainer des Chemnitzer FC befördert. Am 2. September 2024 wurde er nach einem misslungenen Saisonstart entlassen.

### Nationalmannschaft
Christian Tiffert bestritt 24 U21-Länderspiele und insgesamt 33 Junioren-Länderspiele. Im Jahr 2000 konnte er mit der DFB-Auswahl den 3. Platz bei der Junioren-EM im eigenen Land erreichen. Außerdem stand er im Kader bei der U21-Europameisterschaft 2004 in Deutschland.

## Erfolge

### Verein
- Deutscher Vize-Meister mit dem VfB Stuttgart: 2003
- Österreichischer Fußballmeister mit Red Bull Salzburg: 2007
- Aufstieg in die 2. Bundesliga mit Erzgebirge Aue: 2016

### Nationalmannschaft
- 3. Platz bei der Junioren-EM mit Deutschland: 2000